# Pseudophengodes floccosa
Pseudophengodes floccosa is een keversoort uit de familie Phengodidae. De wetenschappelijke naam van de soort is voor het eerst geldig gepubliceerd in 1847 door Erichson.